# سيلفيا فيدريتشي
سيلفيا فيدريتشي (بالإيطالية: Silvia Federici)؛ من مواليد عام 1942، بارما، إيطاليا) هي عالمة إيطالية أمريكية، ومعلمة، وناشطة ماركسية نسوية راديكالية مستقلة. وهي أستاذة في الخارج وزميلة تدريس بجامعة هوفسترا، حيث كانت أستاذة في العلوم الاجتماعية. عملت كمعلمة في نيجيريا لسنوات عديدة، كما أنها شاركت في تأسيس لجنة الحرية الأكاديمية في أفريقيا، وهي عضو في مجموعة ملاحظات منتصف الليل الجماعية.

## خلفية
نشأت فيدريتشي في إيطاليا، وذهبت إلى الولايات المتحدة في عام 1967 لدراسة الدكتوراه في الفلسفة في جامعة بافالو. درست في جامعة بورت هاركورت في نيجيريا، وكانت أستاذًا مساعدًا وأستاذًا في الفلسفة السياسية والدراسات الدولية في جامعة نيو هوفسترا.
قد شاركت في تأسيس الجمعية الدولية النسوية، ومنظّمة حملة الأجور لأعمال المنزل. في عام 1973، ساعدت في تأسيس مجموعات الأجور للأعمال المنزلية في الولايات المتحدة. في عام 1975 ، نشرت كتاب «الأجور للأعمال المنزلية»، وهو الكتاب الأكثر ارتباطًا بالأجور في حركة الأعمال المنزلية.
كما شاركت في تأسيس لجنة الحرية الأكاديمية في أفريقيا (CAFA) ، وشاركت في مجموعة Midnight Notes Collective. في عام 1995 ، شاركت في تأسيس مشروع جمعية الفلسفة الراديكالية (RPA) لمكافحة عقوبة الإعدام.

## مساهمات علمية
أعمال فيديريتشي الشهيرة، كاليبان والساحرة: النساء، الجسد والتراكم البدائي، تتوسع في عمل ليوبولدينا فورتوناتي في التحقيق في أسباب مطاردة الساحرات[./Silvia_Federici#cite_note-6 [6]] في الفترة الحديثة المبكرة، ولكن بإعطاء تفسير نسوي. في ذلك، تجادل قائلة بأن ادعاء كارل ماركس بأن التراكم البدائي هو مقدمة ضرورية للرأسمالية. بدلا من ذلك، افترضت أن التراكم البدائي هو سمة أساسية للرأسمالية نفسها - وأن الرأسمالية، من أجل إدامة نفسها، تتطلب ضخًا ثابتًا لرأسمال مصادَر.
تربط فيدريتشي هذا المصادرة بالعمل غير المأجور للنساء، اللواتي يتصلن بالتناسل وغير ذلك، الذي تضعه كشرط مسبق تاريخي لظهور اقتصاد رأسمالي قائم على العمل المأجور. فيما يتعلق بهذا، فإنها تحدد الكفاح التاريخي للمشاعيه والنضال من أجل الطائفية. بدلاً من رؤية الرأسمالية كهزيمة تحريرية من الاقطاعية، تفسر فيدريتشي صعود الرأسمالية كخطوة رجعية لتخريب المد المتصاعد من الطائفية والاحتفاظ بالعقد الاجتماعي الأساسي.
إنها تضع الطابع المؤسسي للاغتصاب والدعارة، بالإضافة إلى محاكمات الزنديق والمطاردة، والإحراق، والتعذيب في مركز الاستعباد المنهجي للنساء والاستيلاء على عملهن. يرتبط هذا الأمر بنزع الملكية الاستعمارية ويوفر إطارًا لفهم عمل صندوق النقد الدولي والبنك الدولي ومؤسسات الوكيل الأخرى كأنهم يشاركون في دورة متجددة من التراكم البدائي، والتي من خلالها كل ما هو مشترك - من الماء، إلى البذور، إلى رمزنا الوراثي - تصبح خصخصة في ما يصل إلى جولة جديدة من التسييج.

## روابط خارجية
- سيلفيا فيدريتشي على موقع ديسكوغز (الإنجليزية)

## روابط خارجيه
- Silvia Federici page at Generation Online
- Silvia Federici page at LibCom
- Midnight Notes Collective
- Silvia Federici Papers - Pembroke Center Archives, Brown University